# Chance Boyer
Chance Boyer (Los Angeles, 11 agosto 1970) è un attore statunitense.

## Biografia
Chance Boyer è nato l'11 agosto 1970 a Los Angeles, California, figlio degli attori Sharon Farrell e John Boyer. Ha una sorellastra, Madelaine Boyer, nata dal secondo matrimonio del padre.
Nel maggio del 1972, quando Chance non aveva nemmeno due anni, i suoi genitori divorziarono.
Ha esordito come attore nel 1978 ha recitato, non accreditato, nel film The Fifth Floor. Due anni dopo ha recitato, nuovamente non accreditato, nel film Professione pericolo, nel quale recitò anche la madre. Nel 1984 ha recitato in La notte della cometa, nel 1990 in L'esperienza americana e nel 1990 in Aracnofobia, l'ultimo film da lui interpretato.
Boyer ha recitato in diverse serie televisive come Cose dell'altro mondo, La legge di Bird e Baywatch. Per la televisione ha recitato anche in uno spot commerciale delle M&M's.
Nel 1993, dopo aver recitato nel film televisivo Country Estates, ha abbandonato la carriera cinematografica.

## Filmografia

### Cinema
- The Fifth Floor, regia di Howard Avedis (1978) non accreditato
- Professione pericolo (The Stunt Man), regia di Richard Rush (1980) non accreditato
- La notte della cometa (Night of the Comet), regia di Thom Eberhardt (1984)
- One Man Force, regia di Dale Trevillion (1989)
- L'esperienza americana (An American Summer), regia di James Slocum (1990)
- Aracnofobia (Arachnophobia), regia di Frank Marshall (1990)

### Televisione
- Cose dell'altro mondo (Out of This World) – serie TV, 1 episodio (1990)
- La famiglia Hogan (Valerie) – serie TV, 1 episodio (1990)
- Capo d'accusa: stupro (She Said No), regia di John Patterson – film TV (1990)
- Menu for Murder, regia di Larry Peerce – film TV (1990)
- La legge di Bird (Gabriel's Fire) – serie TV, 1 episodio (1991)
- Baywatch – serie TV, 3 episodi (1991-1992)
- Harry e gli Henderson (Harry and the Hendersons) – serie TV, 7 episodi (1991-1993)
- Country Estates, regia di Donald Petrie – film TV (1993)